# Erinnerungsmedaille für die Teilnehmer an der Afrika-Expedition

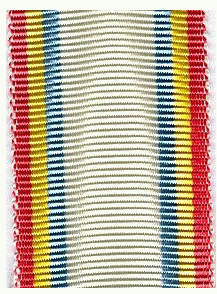
Band der Erinnerungsmedaille

Die Erinnerungsmedaille für die Teilnehmer an der Afrika-Expedition wurde 1908 durch Großherzog Friedrich Franz IV. von Mecklenburg-Schwerin gestiftet. Sie war zur Verleihung an Personen vorgesehen, die an der Expedition des Herzogs Adolf Friedrich nach Zentralafrika 1907/08 teilgenommen hatten.

## Aussehen
Die Auszeichnung ist eine aus heller Bronze gefertigte runde Medaille. Sie zeigt im Avers das nach rechts  blickende Brustbild des Stifters mit der Umschrift FRIEDRICH FRANZ GROSSHERZOG V. MECKLENBURG SCHWERIN. Im Revers die mehrzeilige Inschrift DEUTSCHE WISSENSCHAFTLICHE ZENTRAL-AFRIKANISCHE EXPEDITION UNTER FÜHRUNG ADOLF FRIEDRICHS HERZOG’S ZU MECKLENBURG 1907-08.

## Trageweise
Getragen wurde die Auszeichnung an einem Band auf der linken Brustseite.